# Рицциус, Август Фердинанд
Август Фердинанд Рицциус (нем. August Ferdinand Riccius; 26 февраля 1819, Бернштадт-на-Айгене — 5 июля 1886, Карлсбад) — немецкий музыкант и музыкальный журналист.
Сын предпринимателя. С девяти лет учился играть на скрипке и флейте. Окончил гимназию в Циттау (1840), в течение трёх лет изучал теологию в Лейпцигском университете. Затем, однако, сделал выбор в пользу музыки и в 1844—1846 гг. учился в Лейпцигской консерватории (одновременно со своим племянником Карлом Августом Рицциусом).
По окончании консерватории давал частные уроки, с 1849 года возглавлял оркестр музыкального общества «Эвтерпа». В 1854—1864 гг. руководил оркестром Лейпцигского городского театра, затем работал как дирижёр и вокальный педагог в Гамбурге, публиковался как музыкальный критик в газете Hamburger Nachrichten. Сочинял небольшие пьесы, преимущественно вокальные и хоровые, некоторые из них — начиная с цикла «Четыре песни» (1853) — были опубликованы.
Выступал как музыкальный журналист и критик, в 1853 году некоторое время редактировал основанную Людвигом Бишофом «Рейнскую музыкальную газету» (нем. Rheinische Musik-Zeitung). Наиболее известен опубликованной в этом издании 4 декабря 1852 года анонимной статьёй, в которой, критически высказываясь о музыке Рихарда Вагнера, назвал её «музыкой будущего» (нем. Zukunftsmusik) — в отрицательном смысле, как музыку, которая не воспринимается сегодня; считается, что сам Вагнер почерпнул этот термин, в дальнейшем широко использовавшийся им в полемике, именно из этой статьи, хотя и приписывал её ошибочно самому Бишофу.